# Hiroshi Inose
Hiroshi Inose (猪瀬) (5 janvier 1927 – 11 octobre 2000) est un ingénieur en électrotechnique, connu comme l'inventeur du système d'échange de créneaux temporels (en) (TSI « Time-slot interchange » en anglais), mécanisme fondamental dans les centraux téléphoniques numériques utilisant une matrice de commutation temporelle.

## Carrière
Hiroshi Inose est né à Nezu, quartier de Tokyo, au Japon le 5 janvier 1927. Il a obtenu un baccalauréat en électrotechnique (B. E.) à l'Université de Tokyo en 1948 et un doctorat (D. E.) en 1955.
De 1956 à 1958, Inose travaille comme consultant dans les Laboratoires Bell à Murray Hill au New Jersey. C'est là qu'il développe le système d'échange de créneaux temporels. Ce système est à la base des centraux téléphoniques numériques modernes.
Inose devient ensuite professeur agrégé à la faculté d'ingénierie à l'Université de Tokyo en 1958 et en 1961, puis est promu professeur. Inose occupe également le poste de doyen de la faculté d'ingénierie et est directeur du centre informatique et du centre de l'information bibliographique.
Il a une activité internationale intense : il passe des semestres sabbatiques à l'université de Pennsylvanie, à Philadelphie et à l'université du Michigan, à Ann Arbor. Inose est également professeur invité à l'Université technique de Rhénanie-Westphalie à Aix-la-Chapelle en 1974, un « Sherman Fairchild Distinguished Scholar » au California Institute of Technology à Pasadena en 1981. À partir d'avril 1987, Inose devient le fondateur et le directeur général du Centre national des systèmes d'information de la science (NACSIS) pour le Japon, responsable de l'extension du NACSIS en Institut national d'informatique (NII) en 2000, et dont il fut le premier directeur général. Juste après l'extension du NACSIS à NII et quelques jours après l'ouverture du nouveau bâtiment de l'institut, M. Inose décède d'une crise cardiaque le 11 octobre 2000

## Réalisations
Inose a été très actif durant sa carrière. Il a occupé des nombreux postes à responsabilité tels que directeur général d'institutions et président de comités relatifs à l'ingénierie et à la technologie. Il a obtenu de nombreux titres honorifiques.

### Échange de créneaux temporels
Inose est très connu, au niveau international, pour son invention de la technique d'échange de créneaux temporels (en) alors qu'il était aux Laboratoires Bell. L'idée de l'échange de créneaux temporels consiste à mettre en œuvre une commutation temporelle dans les systèmes de commutateurs téléphoniques numériques. Le système collecte les données et les enregistre dans un intervalle de temps (IT) particulier et permet de les restituer dans un intervalle de temps différent. Il comporte au minimum une entrée et une sortie physique. « Il a construit un prototype de système de commutation électronique numérique à multiplexage temporel (TDM) appelé CAMPUS, qui est basé sur le principe de l'échange de créneaux temporels ... ».
Bien que cette invention soit fondamentale, elle n'a d'abord pas retenu beaucoup l'attention en raison du coût des circuits mémoire nécessaires. Plus tard, dans les années 1970, lorsque la technologie des semi-conducteurs a progressé, les commutateurs basés sur l'échange de créneaux temporels ont obtenu plus de succès. Depuis son premier déploiement commercial en 1976, cette technique s'est répandue très vite et est utilisée dans les systèmes publics de commutation numérique et dans des autocommutateurs privés.

### Institut national de l'informatique
L'institut national de l'informatique (en) japonais, abrégé en NII a été créé pour intégrer la recherche et le développement dans les sciences de l'information et de la communication et pour le développement d'infrastructures de recherches académiques et l'enseignement de l'informatique. Lors de la création de l'institut, Inose a encouragé les chercheurs à se concentrer sur les « problèmes du monde réel » dans la définition de leurs programmes de recherche. L'un des principaux objectifs visés pour le NII était de créer une approche interdisciplinaire de la recherche à laquelle collaborent le milieu universitaire, le gouvernement et les laboratoires industriels.

## Publications
Inose a publié plus de 150 articles dans des revues japonaises et internationales, et plusieurs livres en anglais. Parmi ces publications, il y a notamment une An Introduction to Digital Integrated Communications Systems, Information Technology and Civilization (avec John R. Pierce),, Road Traffic Control (avec Takashi Hamada) et Creativity and Culture (avec Stephen Jay Gould),. Inosi a également publié un livre de poésie Festina lente avec John R. Pierce.

## Titres et emplois[1],[4]
- 1958 : Professeur associé à l'Université de Tokyo, à la Faculté de Ingénierie
- 1961 - 1987 : Professeur titulaire à l'Université de Tokyo en Génie Électrique
- 1969 : Professeur invité à l'Université du Michigan
- 1974 : Professeur invité à 'Université technique de Rhénanie-Westphalie à Aix-la-Chapelle en Allemagne
- 1981 : Sherman Fairchild Distinguished Scholar à l'Institut de Technologie de Californie
- 1981 - 1983 : Président de la Société de traitement de l'information du Japon
- 1984 - 1987 : Président de la Commission Scientifique et Technologique de l'Organisation de Coopération et de Développement Économiques (OCDE)
- 1985 - 1986 : Président de l'Institut d'Electronique et de Communication des Ingénieurs du Japon
- 1987 : Directeur Général du Centre National pour la Science des Systèmes d'Information
- 1988 - 1990 : Président du Comité de l'Information, de l'Informatique et de la Politique de Communication de l'OCDE

## Honneurs et récompenses
- 1976 : Prix Marconi[11].
- 1979 : Prix de l'Académie des sciences du Japon
- 1985 : Personne de mérite culturel[1]
- 1991 : Ordre de la Culture.
- 1993 : Prix Harold Pender[12]
- 1994 : Médaille Alexander Graham Bell de l'IEEE[1]
- 1997 : Prix de l'Organisation Asie-Océanie de l'industrie informatique (ASOCIO) en Technologie de l'information[13].

## Membre de sociétés savantes
- Membre de l’Académie japonaise des sciences (1996)
- Life Fellow de la IEEE
- Associé étranger de l'Académie nationale des sciences et de l'Académie nationale d'ingénierie des États-Unis
- Membre étranger de la Société américaine de philosophie, de l'Académie royale des sciences de l'ingénieur de Suède et de la Royal Academy of Engineering du Royaume-Uni.
- Membre honoraire de la Royal Institution.